# فؤاد الشمالي
فؤاد الشمالي كان شخصية كبيرة في منظمة أيلول الأسود وهي منظمة فلسطينية. كان العقل المدبر لبعض عملياتها المبكرة بما في ذلك اختطاف وقتل الرياضيين الإسرائيليين في الألعاب الأولمبية الصيفية 1972 في ميونخ وهجوم عام 1972 على السفارة الأمريكية في الخرطوم.
ولد الشمالي في عام 1936 لعائلة لبنانية مسيحية مارونية. درس القانون في جامعة القديس يوسف في بيروت. انضم إلى الحزب السوري القومي الاجتماعي في العام 1951 ثم انضم إلى حركة فتح في ستينيات القرن العشرين، وأصبح زعيم منظمة أيلول الأسود في عقد 1970. توفي بسبب مرض السرطان في جنيف بسويسرا في أغسطس 1972.
```
نسق العديد من العمليات الخارجية ضد إسرائيل في أوروبا بالتعاون مع السوري 
كمال خير بك
 والجزائري 
محمد بودية
 (بو ضيا) واللبناني فؤاد عِوَض.
[
1
]
[
2
]
```

## وصلات خارجية
- إليش راميريز سانشيز، ديت «كارلوس»: كومنت إت بوركوي جاري بريس إن أوتيج ليس مينيسترس دي l'أوبيب (باللغة الفرنسية)
- مقال عن الأحداث التي تشمل شمالي